# Волох Дмитро Степанович
Волох Дмитро Степанович (29 січня 1936, с. Горобіївка Чернігівської області — 7 грудня 2020) — український науковець, педагог, доктор фармацевтичних наук (1991), академік Міжнародної академії інформатизації при ООН (1995), професор, завідувач кафедри організації та економіки фармації Національного медичного університету імені Олександра Богомольця (з 1997), заслужений працівник охорони здоров'я України (1977).
Народився Дмитро Степанович Волох на Чернігівщині.

## Освіта
Після закінчення у 1954 році Озерянської середньої школи вступив на фармацевтичний факультет Львівського державного медичного інституту, який закінчив у 1959 році.

## Кар'єра
В 1959 отримав призначення в село Іваницю Чернігівської області. Завідував завідувач Іваницькою районною аптекою. В 1960 переведений до обласного аптечного управління в місті Чернігові.
Заступник начальника (1961), начальник Чернігівського обласного аптечного управління (1966);
У 1979 році за Наказом Міністра охорони здоров'я України Дмитро Степанович Волох перевівся до Києва спочатку на посаду заступника начальника Головного аптечного управління МОЗ України, а через два роки — начальника ГАПУ МОЗ України.
У 1992 році Д. С. Волох створив та був призначений Президентом англо-українського підприємства «Тамбранс Україна», що займається виробництвом предметів санітарії та гігієни для жінок.
Перший декан фармацевтичного факультету Національного медичного університету імені О.О. Богомольця (1996–2003).
Завідувач кафедри організації та економіки фармації (з 1997) фармацевтичного факультету Національного медичного університету імені О.О. Богомольця (1996–2003)

## Наукові здобутки
Автор понад 100 наукових праць, серед них 5 монографій, 2 навчальних посібники, 2 довідники. Підготував 2 докторів та 23 кандидати фармацевтичних наук.
Напрями наукових досліджень: удосконалення організаційної структури фармацевтичної галузі та впровадження науково-методичних розробок зі створення та модернізації аптечної системи.
Основні праці: 
- Наукові основи та шляхи підвищення соціально-економічної ефективності управління лікарським забезпеченням (докт. дис.). — М., 1991;
- Довідник аналогів лікарських засобів. — К., 1987 (співавт.);

1. Справочник провизора-аналитика / Под ред. Д. С. Волоха, Н. П. Максютиной. — К.: Здоров'я, 1989. — 198 с.

- Лікарські засоби та їх аналоги. — К., 1993 (співавт.);
- Історія фармації України. — К., 1999 (співавт.);
- Технологія вирощування лікарських рослин і використання їх у медичній та ветеринарній практиці. — К., 2007 (співавт.).

## Громадська робота
Дмитро Волох - член Ради, заступник керівника Прилуцького відділення (Срібнянський р-н) Чернігівського земляцтва в Києві.

## Відзнаки й нагороди
За значний особистий внесок у розвиток фармацевтичної служби України Волох Дмитро Степанович нагороджений Орденом «Трудового червоного прапора», Орденом «Знак пошани», «За заслуги» ІІІ ступеня, медаллю «На відзначення 1500-річчя Києва», «Відмінник охорони здоров'я». За високу професійну майстерність Дмитро Степанович отримав Почесне звання «Заслужений працівник охорони здоров'я України», нагороджений почесними грамотами уряду, Міністерства охорони здоров'я, Верховної Ради України (1996), срібною медаллю ВДНГ.